# Seychelles
Seychelles (phiên âm tiếng Việt: Xây-sen, phát âm tiếng Pháp: [sɛʃɛl]), tên chính thức Cộng hòa Seychelles (tiếng Pháp: République des Seychelles; Creole: Repiblik Sesel), là một đảo quốc nằm trong Ấn Độ Dương. Nước này cách Đông Phi 1.500 kilômét (932 mi) về phía đông, với thủ đô là Victoria. Những quốc gia và lãnh thổ lân cận gồm Comoros, Mayotte, Madagascar, Réunion và Mauritius. Với dân số chỉ hơn 92.000, đây là quốc gia ít dân nhất châu Phi.
Seychelles là thành viên của Liên minh châu Phi, Cộng đồng Phát triển Nam Phi, Thịnh vượng chung của các quốc gia, và Liên Hợp Quốc. Từ khi tuyên bố độc lập khỏi Vương quốc Liên hiệp Anh năm 1976, Seychelles đã phát triển từ một quốc gia dựa trên nông nghiệp đến một nền kinh tế thị trường được đa dạng hóa. Từ năm 1976, thu nhận bình quân đầu người đã tăng gần gấp bảy lần. Những năm gần đây, chính phủ khuyến khích đầu tư nước ngoài nhằm nâng cấp các khu vực kinh tế. Hiện nay, Seychelles có GDP trên đầu người trên danh nghĩa cao nhất châu Phi. Đây cũng là một trong số ít quốc gia châu Phi với chỉ số phát triển con người ở mức cao. Dù nền kinh tế phát triển thịnh vượng, nghèo khó vẫn lan rộng do sự bất bình đẳng kinh tế cao, và sự phân bố tài sản.

## Lịch sử

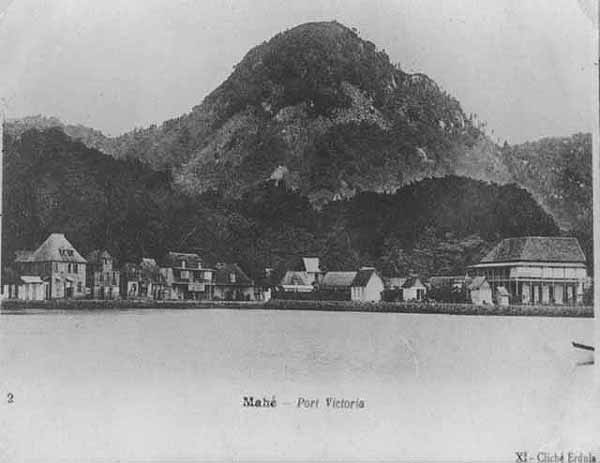
Victoria, Seychelles thập niên 1900

Quần đảo Seychelles hoàn toàn vắng người trong hầu hết lịch sử. Vài học giả cho rằng người Austronesia, sau đó là người Maldives và thương nhân Ả Rập là những người đầu tiên đặt chân đến Seychelles. Nhà thám hiểm người Bồ Đào Nha Vasco da Gama là người châu Âu đầu tiên trông thấy Seychelles, sau khi vượt qua quần đảo Amirante. Cuộc đổ bộ đầu tiên diễn ra vào tháng 1 năm 1609, bởi nhóm "Ascension" dưới quyền Thuyền trưởng Alexander Sharpeigh trong chuyến hải trình lần bốn của Công ty Đông Ấn Anh.
Là một điểm chyển tiếp trong giao thương châu Phi và châu Á, Seychelles trở thành nơi chiếm cứu của cướp biển cho tới khi Pháp giành được quyền kiểm soát năm 1756. Quần đảo được đặt tên theo Jean Moreau de Séchelles, Bộ trưởng tài chính của vua Louis XV.
Người Anh điều khiển nơi này từ năm 1794 đến 1810. Jean Baptiste Quéau de Quincy, nhà cầm quyền người Pháp của Seychelles trong những năm chiến tranh với Anh, đã không chống lại khi chiến thuyền được trang bị vũ khí của kẻ thù cập bến. Thay vì vậy, ông đàm phán với quân Anh, và cho họ đặt quyền.
Anh cuối cùng cũng kiểm soát hoàn toàn Seychelles sau khi Pháp đầu hàng và nhượng Mauritius năm 1810, chính thức hóa năm 1814 trong hiệp ước Paris. Seychelles trở thành thuộc địa Vương thất, tách riêng khỏi Mauritius năm 1903.
Seychelles tuyên bố độc lập năm 1976 như một nước cộng hòa trong Thịnh vượng chung các quốc gia. Thập niên 1970, Seychelles là một "nơi để xem, một sân chơi cho các ngôi sao phim ảnh và jet set quốc tế". Năm 1977, một cuộc đảo chính tổ chức bởi France Albert René đã trục xuất tổng thống đầu tiên James Mancham.

## Địa lý

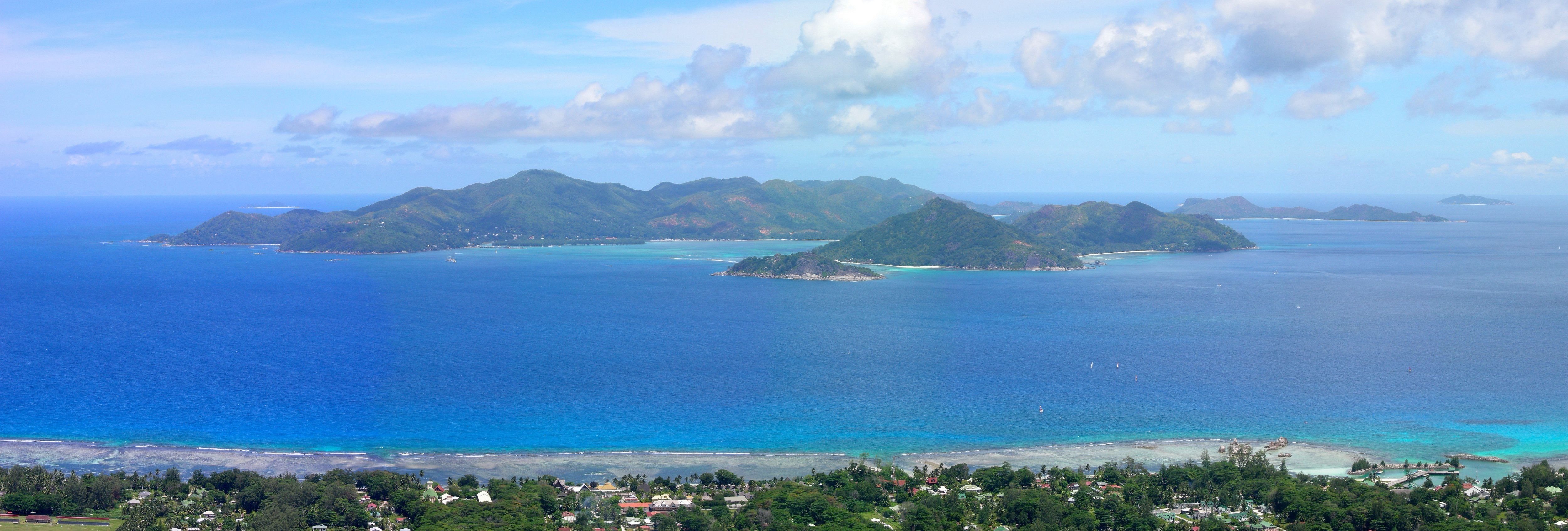
Khung cảnh nhìn từ đảo lớn thứ nhì Seychelles, Praslin

Seychelles là một đảo quốc nằm trong Ấn Độ Dương, phía đông bắc Madagascar và cách Kenya 1.600 km (994 mi) về phía đông. Quần đảo Seychelles gồm 115 đảo. Đa số là đảo hoang, nhiều trong này có mục đích bảo tồn thiên nhiên.
Theo Hiến pháp, các đảo được phân loại như sau.

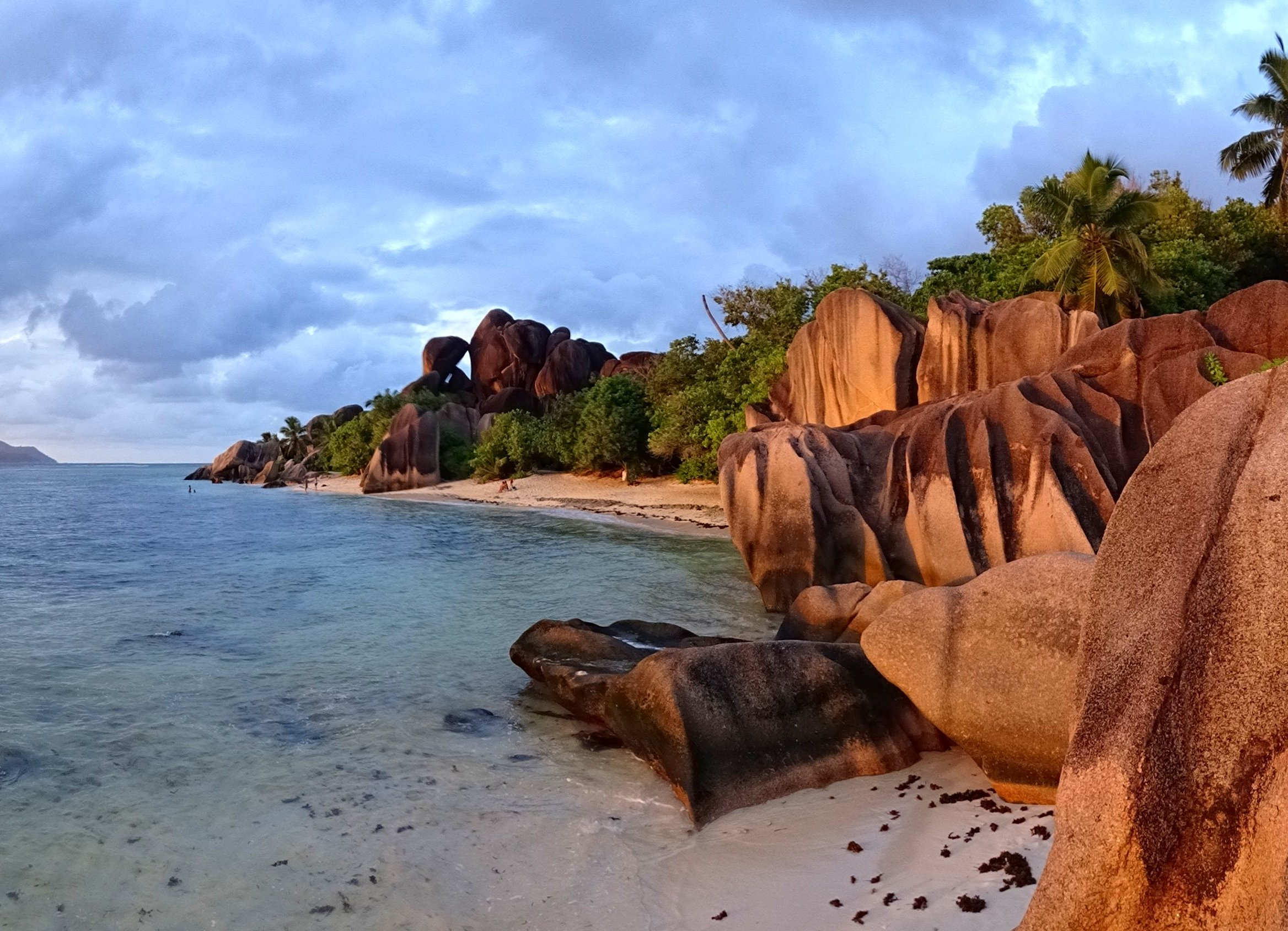
Bãi biển Anse Source d'Argent trên La Digue

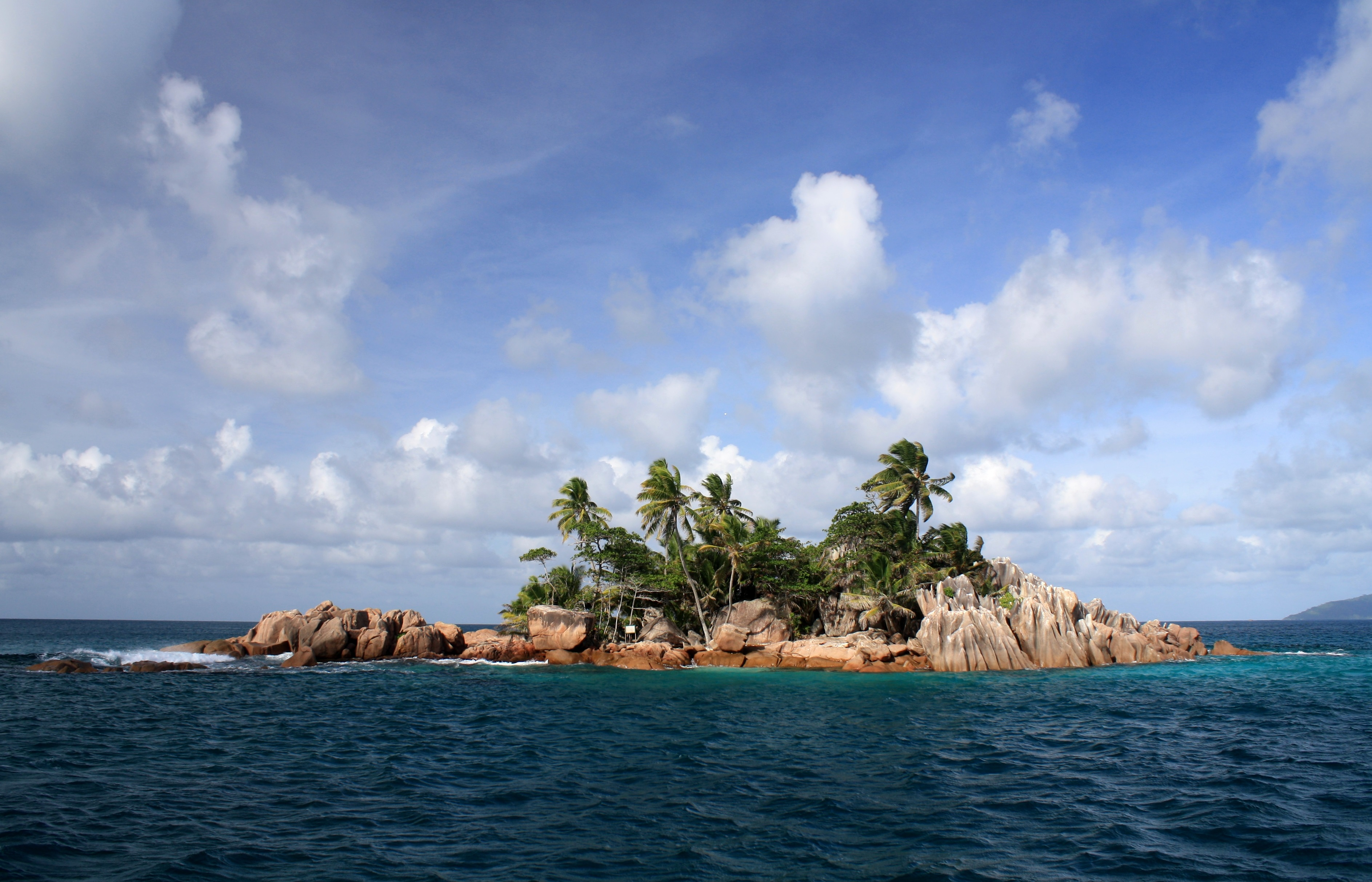
Đảo St. Pierre

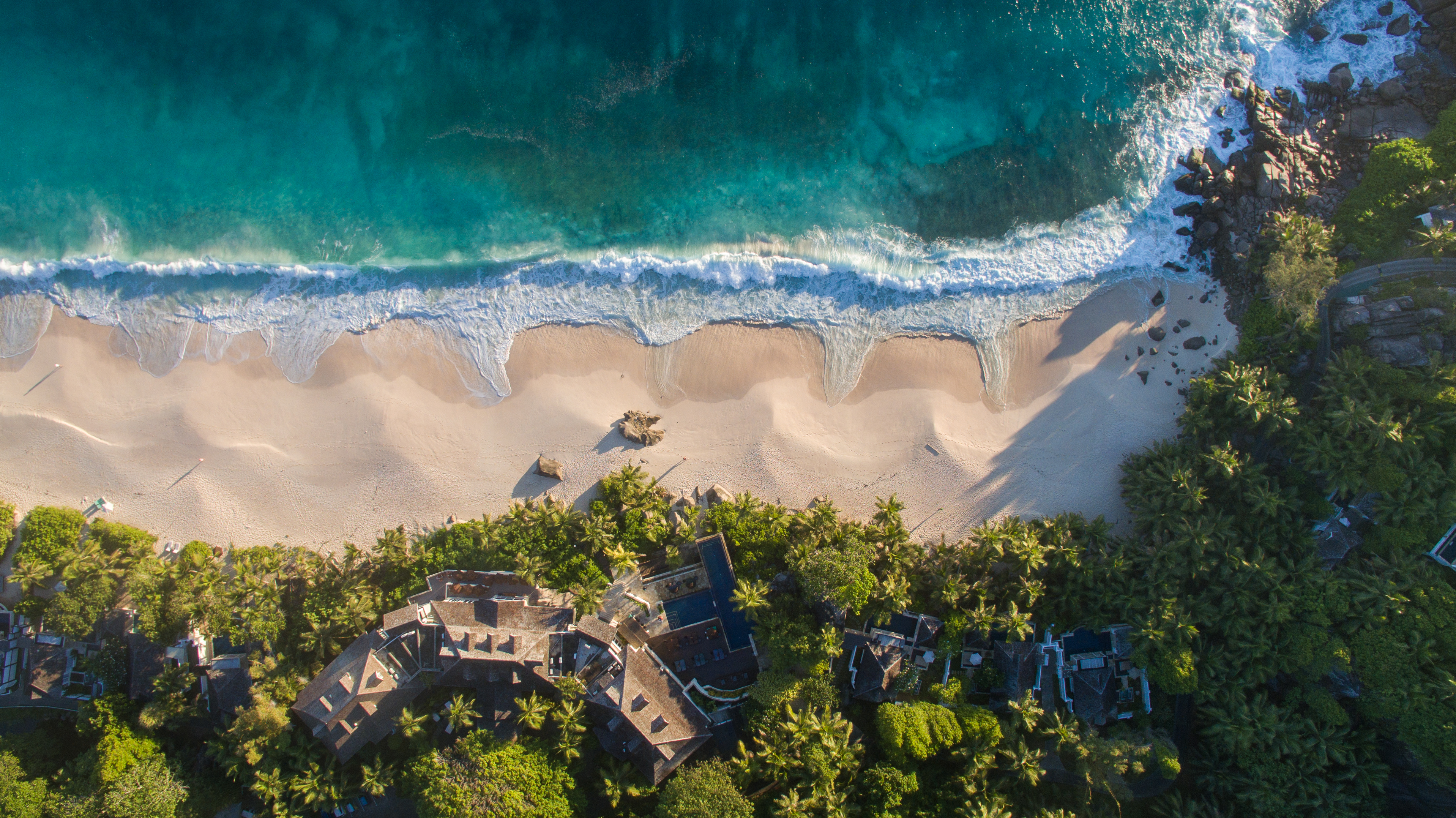
bãi biển Anse Intendance Mahe

45 đảo granit. Theo thức tự giảm dần diện tích: Mahé, Praslin, đảo Silhouette, La Digue, Curieuse, Felicite, Frégate, Ste-Anne, North, Cerf, Marianne, Grand Sœur, Thérèse, Aride, Conception, Petite Sœur, Cousin, Cousine, Long, Récif, Round (Praslin), Anonyme, Mamelles, Moyenne, Eden, Ile Soleil, Romainville, Île aux Vaches Marines, L'Islette, Beacon (Île Sèche), Cachée, Cocos, Round (Mahé), L'Ilot Frégate, Booby, Chauve Souris (Mahé), Chauve Souris (Praslin), Île La Fouche, Hodoul, L'Ilot, Rat, Souris, St. Pierre (Praslin), Zavé, Grand Rocher.
Hai cồn cát san hô nằm phía bắc nhóm granit: Denis và Bird.
Hai đảo san hô phía nam nhóm granit: Coëtivy và Platte.
29 đảo san hô trong quần đảo Amirante, phía tây nhóm đảo granit: Desroches, ám tiêu vòng Poivre (gồm ba đảo—Poivre, Florentin và South), Alphonse, D'Arros, ám tiêu vòng St. Joseph (gồm 14 đảo—St. Joseph Île aux Fouquets, Resource, Petit Carcassaye, Grand Carcassaye, Benjamin, Bancs Ferrari, Chiens, Pélicans, Vars, Île Paul, Banc de Sable, Banc aux Cocos và Île aux Poules), Marie Louise, Desnoeufs, African Banks (gồm hai đảo—African Banks và South), Rémire, St. François, Boudeuse, Etoile, Bijoutier.
13 đảo san hô trong nhóm Farquhar, nam-tây nam quần đảo Amirante: ám tiêu vòng Farquhar (gồm 10 đảo —Bancs de Sable Déposés, Île aux Goëlettes, Lapins, Île du Milieu, Bắc Manaha, Nam Manaha, Trung Manaha, đảo North và South), ám tiêu vòng Providence (gồm hai đảo—Providence và Bancs Providence) và St Pierre.

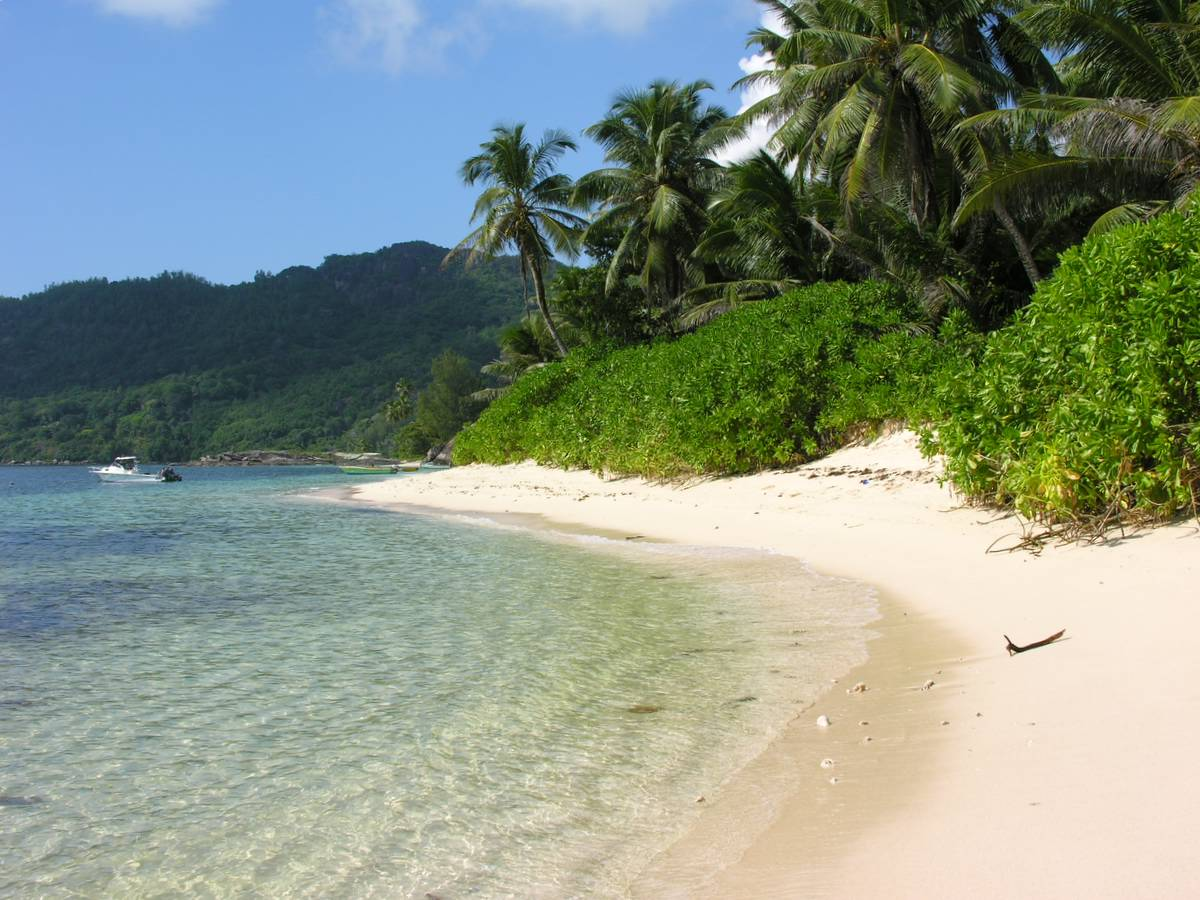
Đảo Mahé

67 đảo san hô trong nhóm Aldabra, tây nhóm Farquhar: ám tiêu vòng Aldabra (gồm 46 đảo—Grande Terre, Picard, Polymnie, Malabar, Île Michel, Île Esprit, Île aux Moustiques, Ilot Parc, Ilot Emile, Ilot Yangue, Ilot Magnan, Île Lanier, Champignon des Os, Euphrate, Grand Mentor, Grand Ilot, Gros Ilot Gionnet, Gros Ilot Sésame, Heron Rock, đảo Hide, Île aux Aigrettes, Île aux Cèdres, Îles Chalands, Île Fangame, Île Héron, Île Michel, Île Squacco, Île Sylvestre, Île Verte, Ilot Déder, Ilot du Sud, Ilot du Milieu, Ilot du Nord, Ilot Dubois, Ilot Macoa, Ilot Marquoix, Ilots Niçois, Ilot Salade, đảo Middle Row, Noddy Rock, đảo North Row, Petit Mentor, Petit Mentor Endans, Petits Ilots, Pink Rock và Table Ronde), đảo Assumption, Astove và ám tiêu vòng Cosmoledo (gồm 19 đảo—Menai, Île du Nord (West North), Île Nord-Est (East North), Île du Trou, Goëlettes, Grand Polyte, Petit Polyte, Grand Île (Wizard), Pagode, Île du Sud-Ouest, Île aux Moustiques, Île Baleine, Île aux Chauve-Souris, Île aux Macaques, Île aux Rats, Île du Nord-Ouest, Île Observation, Île Sud-Est và Ilot la Croix).

## Hành chính
Seychelles được chia thành 26 vùng hành chính bao gồm tất cả các hòn đảo vùng "trong". Tám trong số các huyện thuộc khu vực Đại Victoria. Thêm 14 huyện được coi là vùng nông thôn nằm ở hòn đảo chính Mahé với 2 huyện ở đảo Praslin và một ở La Digue. Các đảo nhỏ nằm bên ngoài ngoài không được coi là một phần của huyện nào.
| Đại Victoria - Bel Air - La Rivière Anglaise (Sông Anh) - Les Mamelles - Mont Buxton - Mont Fleuri - Plaisance - Roche Caiman - Saint Louis | Nông thôn Mahé - Anse aux Pins - Anse Boileau - Anse Etoile - Au Cap - Anse Royale - Baie Lazare - Beau Vallon - Bel Ombre - Cascade - Glacis - Grand'Anse Mahé - Pointe La Rue - Port Glaud - Takamaka | Praslin - Baie Sainte Anne (Anse Volbert) - Grand'Anse Praslin (Grande Anse) La Digue và các đảo vùng trong khác - La Digue (Anse Réunion) |

## Khí hậu
Khí hậu ẩm ướt nhưng tương đối ổn định. Theo hệ thống Köppen-Geiger, Seychelles có khí hậu rừng mưa nhiệt đới (Af). Nhiệt độ ít biến đổi. Đảo Mahé có nhiệt độ 24 đến 30 °C (75 đến 86 °F), lượng mưa hằng năm từ 2.900 mm (114 in) tại Victoria tới 3.600 mm (142 in) tại những sườn núi. Lượng mưa thấp hơn tại những đảo khác.
Trong những tháng lạnh nhất, tháng 7 và 8, nhiệt độ trung bình thấp là 24 °C (75 °F). Gió đông nam thổi thường xuyên từ tháng 5 đến 11. Những tháng nóng là từ tháng 12 đến 4, với độ ẩm cao (80%). Tháng 3 và 4 là nóng nhất, với nhiệt độ đôi khi vượt 31 °C (88 °F).
| Dữ liệu khí hậu của Victoria (Sân bay quốc tế Seychelles)  | Dữ liệu khí hậu của Victoria (Sân bay quốc tế Seychelles) | Dữ liệu khí hậu của Victoria (Sân bay quốc tế Seychelles) | Dữ liệu khí hậu của Victoria (Sân bay quốc tế Seychelles) | Dữ liệu khí hậu của Victoria (Sân bay quốc tế Seychelles) | Dữ liệu khí hậu của Victoria (Sân bay quốc tế Seychelles) | Dữ liệu khí hậu của Victoria (Sân bay quốc tế Seychelles) | Dữ liệu khí hậu của Victoria (Sân bay quốc tế Seychelles) | Dữ liệu khí hậu của Victoria (Sân bay quốc tế Seychelles) | Dữ liệu khí hậu của Victoria (Sân bay quốc tế Seychelles) | Dữ liệu khí hậu của Victoria (Sân bay quốc tế Seychelles) | Dữ liệu khí hậu của Victoria (Sân bay quốc tế Seychelles) | Dữ liệu khí hậu của Victoria (Sân bay quốc tế Seychelles) | Dữ liệu khí hậu của Victoria (Sân bay quốc tế Seychelles) |
| Tháng                                                      | 1                                                         | 2                                                         | 3                                                         | 4                                                         | 5                                                         | 6                                                         | 7                                                         | 8                                                         | 9                                                         | 10                                                        | 11                                                        | 12                                                        | Năm                                                       |
| ---------------------------------------------------------- | --------------------------------------------------------- | --------------------------------------------------------- | --------------------------------------------------------- | --------------------------------------------------------- | --------------------------------------------------------- | --------------------------------------------------------- | --------------------------------------------------------- | --------------------------------------------------------- | --------------------------------------------------------- | --------------------------------------------------------- | --------------------------------------------------------- | --------------------------------------------------------- | --------------------------------------------------------- |
| Trung bình ngày tối đa °C (°F)                             | 29.8 (85.6)                                               | 30.4 (86.7)                                               | 31.0 (87.8)                                               | 31.4 (88.5)                                               | 30.5 (86.9)                                               | 29.1 (84.4)                                               | 28.3 (82.9)                                               | 28.4 (83.1)                                               | 29.1 (84.4)                                               | 29.6 (85.3)                                               | 30.1 (86.2)                                               | 30.0 (86.0)                                               | 29.8 (85.6)                                               |
| Trung bình ngày °C (°F)                                    | 26.8 (80.2)                                               | 27.3 (81.1)                                               | 27.8 (82.0)                                               | 28.0 (82.4)                                               | 27.7 (81.9)                                               | 26.6 (79.9)                                               | 25.8 (78.4)                                               | 25.9 (78.6)                                               | 26.4 (79.5)                                               | 26.7 (80.1)                                               | 26.8 (80.2)                                               | 26.7 (80.1)                                               | 26.9 (80.4)                                               |
| Tối thiểu trung bình ngày °C (°F)                          | 24.1 (75.4)                                               | 24.6 (76.3)                                               | 24.8 (76.6)                                               | 25.0 (77.0)                                               | 25.4 (77.7)                                               | 24.6 (76.3)                                               | 23.9 (75.0)                                               | 23.9 (75.0)                                               | 24.2 (75.6)                                               | 24.3 (75.7)                                               | 24.0 (75.2)                                               | 23.9 (75.0)                                               | 24.4 (75.9)                                               |
| Lượng Giáng thủy trung bình mm (inches)                    | 379 (14.9)                                                | 262 (10.3)                                                | 167 (6.6)                                                 | 177 (7.0)                                                 | 124 (4.9)                                                 | 63 (2.5)                                                  | 80 (3.1)                                                  | 97 (3.8)                                                  | 121 (4.8)                                                 | 206 (8.1)                                                 | 215 (8.5)                                                 | 281 (11.1)                                                | 2.172 (85.6)                                              |
| Số ngày giáng thủy trung bình (≥ 1.0 mm)                   | 17                                                        | 11                                                        | 11                                                        | 14                                                        | 11                                                        | 10                                                        | 10                                                        | 10                                                        | 11                                                        | 12                                                        | 14                                                        | 18                                                        | 149                                                       |
| Độ ẩm tương đối trung bình (%)                             | 82                                                        | 80                                                        | 79                                                        | 80                                                        | 79                                                        | 79                                                        | 80                                                        | 79                                                        | 78                                                        | 79                                                        | 80                                                        | 82                                                        | 79.8                                                      |
| Số giờ nắng trung bình tháng                               | 153.3                                                     | 175.5                                                     | 210.5                                                     | 227.8                                                     | 252.8                                                     | 232.0                                                     | 230.5                                                     | 230.7                                                     | 227.7                                                     | 220.7                                                     | 195.7                                                     | 170.5                                                     | 2.527,7                                                   |
| Nguồn 1: Tổ chức khí tượng thế giới                        |                                                           |                                                           |                                                           |                                                           |                                                           |                                                           |                                                           |                                                           |                                                           |                                                           |                                                           |                                                           |                                                           |
| Nguồn 2: Trung tâm Quản lý khí tượng và đại dương quốc gia |                                                           |                                                           |                                                           |                                                           |                                                           |                                                           |                                                           |                                                           |                                                           |                                                           |                                                           |                                                           |                                                           |

## Kinh tế
Từ khi độc lập (1976), thu nhập bình quân đầu người ở Seychelles tăng gần 7 lần so với trước. Sự phát triển nhờ vào du lịch (sử dụng 30% lực lượng lao động và cung cấp trên 70% số thu ngoại tệ mạnh) và đánh bắt cá ngừ. Trong những năm gần đây, chính phủ khuyến khích đầu tư nước ngoài để nâng cấp khách sạn và các dịch vụ khác, đồng thời tài trợ cho việc phát triển trang trại, nghề cá, công nghiệp nhỏ.
Mặc dù công nghiệp có dấu hiệu khởi sắc nhưng chính phủ cần tiếp tục đầu tư khu vực kinh tế này. Từ năm 1999-2001, các vấn đề tài chính đã lên đến cực điểm, nợ nước ngoài không ngừng gia tăng. Hiện nay, chính phủ đang phải đối đầu với sự thâm hụt ngân sách, tình hình cạnh tranh quốc tế gay gắt và ra sức thúc đẩy tiến trình tư nhân hóa.
GDP khoảng 408 triệu USD năm 2008. GDP bình quân đầu người: 6.700 USD. Tỷ lệ lạm phát: 49,8% năm 2009. Tỷ lệ thất nghiệp: 4%.
Thâm hụt cán cân thương mại: 343 triệu USD
Các khách hàng chính: Anh, Pháp, Italia
Các nước cung cấp chính: Ả Rập Xê Út, Đức, Pháp
Tỷ trọng của các lĩnh vực hoạt động chính trong GDP: Nông nghiệp: 2,3%, công nghiệp 25,7% và dịch vụ 71,9%.
Với quy mô nhỏ (40.000 người lao động) và có vị trí địa lý xa xôi, nền kinh tế Seychelles chủ yếu dựa vào hai lĩnh vực du lịch (với trên 120.000 khách tham quan mỗi năm và chiếm 25,4% GDP) và đánh bắt cá chiếm 7,65 GDP năm 2008. Hoạt động vận tải dầu lửa cũng chiếm phần quan trọng là lĩnh vực đứng thứ ba đem lại nguồn thu ngoại tệ (35 triệu USD thu nhập ròng mỗi năm).
Việc tái đầu tư các khoản thu nhập này và viện trợ quốc tế cũng đã cho phép Seychelles có bước phát triển mạnh mẽ trong những năm 70-80. Sau khi độc lập (1976), GDP đầu người đã tăng 8 lần trong vòng 20 năm, lên tới 8.600 USD năm 2007 biến Seychelles thành một nước có thu nhập trung bình thuộc nhóm trên. Tuy nhiên, những hậu quả của cuộc khủng hoảng quốc tế và việc thực hiện các cuộc cải cách kinh tế đã làm giảm thu nhập người dân xuống còn 6.700 USD năm 2009. Mức phát triển xã hội (chỗ ở, trường học, dịch vụ xã hội) cũng vẫn còn cao.
Vì những lý do bên trong và bên ngoài, tình hình tài chính đã xấu đi từ những năm 90. Seychelles đã bị nợ chồng chất đối với các nhà cho vay vốn công và nợ nhiều với những điều kiện không nhượng bộ của các ngân hàng tư nhân (40% nợ nước ngoài hiện nay liên quan đến thương mại). Tổng số nợ công chiếm gần 807 triệu USD.
Do Seychelles đã ở trong tình trạng không thể thanh toán vào giữa năm 2008 nên nước này đã phải bình thường hóa quan hệ tài chính với bên ngoài và một hiệp định xác nhận đã được Hội đồng quản trị IMF đưa ra vào ngày 14 tháng 11 năm 2008. Trước đó, Seychelles đã quyết định tự do chuyển đổi đồng tiền roupie của mình đã tiến hành từ ngày 1 tháng 11 năm 2008.
Tổng thống James Michel đã giữ lịch mà ông đã ấn định về các hoạt động kinh tế vào giữa nhiệm kỳ. Chương trình tham vọng này thực hiện một cách ngay lập tức phần lớn những yêu cầu của IMF (trong đó có việc từ chức của Thống đốc Ngân hàng Trung ương Seychelles vào tháng 10 năm 2008). Chương trình này đặc biệt dựa vào việc giá đồng roupie sẽ ổn định nhanh chóng xung quanh việc 20-21 roupie cho 1 euro rồi 18/19 roupie/1 euro và chi phí cho người dân sẽ được kiểm soát và có thể chịu đựng được về mặt xã hội (không hề có biến động xã hội nào cho đến nay).
Tính đến những tiến bộ đã đạt được, IMF đã chấp nhận vào tháng 11 năm 2008 việc cấp 25,9 triệu USD cho Seychelles để giúp nước này đáp ứng những nhu cầu về tài chính cho năm 2008. Mặt khác, ngày 16 tháng 4 năm 2009, Câu lạc bộ Paris đã nhất trí loại bỏ 45% nợ công của Seychelles đối với những nước thành viên của mình.

## Nhân khẩu
Tôn giáo tại Seychelles (2010)
Khi người Anh giành quyền kiểm soát các đảo trong chiến tranh Napoleon, họ cho phép các tầng lớp thượng lưu người Pháp giữ lại đất đai của mình. Cả những người định cư Pháp và Anh đều sử dụng nô lệ châu Phi và mặc dù chế độ nô lệ bị cấm ở Anh vào năm 1835, nhưng những công nhân người châu Phi vẫn tiếp tục bị đưa đến đây. Do đó, Người Gran'bla ("người da trắng") có nguồn gốc Pháp thống trị đời sống kinh tế và chính trị. Chính quyền Anh cũng đưa người Ấn Độ đến quần đảo này. Người Ấn Độ như một thiểu số tương tự người Trung Quốc, hiện nay được giới hạn trong một tầng lớp thương nhân. Ngày nay, con cháu của người Ấn Độ, Trung Quốc, và Gran'bla là ba cộng đồng dân tộc chính, mặc dù hầu hết mọi người có nguồn gốc châu Phi, thường trộn với người châu Âu hoặc châu Á.
Quần đảo Seychelles không có dân cư bản địa, người Seychelles hiện nay được tạo thành từ những cuộc di cư. Các nhóm dân tộc lớn nhất là người gốc châu Phi, người Pháp, Ấn Độ, và người gốc Trung Quốc. Tiếng Pháp và tiếng Anh là ngôn ngữ chính thức cùng với một ngôn ngữ Creole dựa trên tiếng Pháp.
Theo điều tra dân số năm 2002, hầu hết người Seychelles là Kitô hữu: 82,3% là người Công giáo La Mã, 6,4% là Anh giáo, và 4,5% là của các giáo phái Kitô giáo khác. Có dân tộc thiểu số nhỏ là những người thực hành Ấn Độ giáo (2,1%) và Hồi giáo (1,1%). Các tín ngưỡng khác chiếm 1,5% dân số trong khi hơn 2,1% là người không tôn giáo hoặc không xác định một tôn giáo. Tuổi trung bình của người Seychelles là 32.